# Bou Saâda
Bou Saada là một đô thị thuộc tỉnh Msila, Algérie. Dân số thời điểm năm 2002 là 104.336 người.